# Paris-Tours 2013
La 107e édition de la course cycliste Paris-Tours a eu lieu le 13 octobre 2013. L'épreuve fait partie de l'UCI Europe Tour 2013 en catégorie 1.HC.

## Présentation

### Parcours
Depuis 2009, Paris-Tours s'élance du département d’Eure-et-Loir, à chaque fois d'une ville différente. Cette fois-ci, la course part d'Authon-du-Perche. Elle traverse les plaines de la Beauce, très exposées au vent, puis trois côtes viennent animer le final. La côte de Crochu est à 30 km de l'arrivée, puis les coureurs enchaînent dans les dix derniers kilomètres la côte de Beausoleil et la côte de l'Épan. L'épreuve se termine sur l'avenue de Grammont, longue comme l'an passé de 800 m.

### Participants
- Liste de départ

#### Équipes
Classé en catégorie 1.HC de l'UCI Europe Tour, Paris-Tours est par conséquent ouvert aux UCI ProTeams dans la limite de 70 % des équipes participantes, aux équipes continentales professionnelles, aux équipes continentales françaises et à une équipe nationale française,.
L'organisateur Amaury Sport Organisation a communiqué la liste des équipes invitées le 6 septembre 2013. 25 équipes participent à ce Paris-Tours : 13 ProTeams, 9 équipes continentales professionnelles et 3 équipes continentales :
| Nom de l'équipe         | Pays       | Code |
| ----------------------- | ---------- | ---- |
| AG2R La Mondiale        | France     | ALM  |
| Argos-Shimano           | Pays-Bas   | ARG  |
| Astana                  | Kazakhstan | AST  |
| Belkin                  | Pays-Bas   | BEL  |
| BMC Racing              | États-Unis | BMC  |
| Euskaltel Euskadi       | Espagne    | EUS  |
| FDJ.fr                  | France     | FDJ  |
| Garmin-Sharp            | États-Unis | GRS  |
| Katusha                 | Russie     | KAT  |
| Lotto-Belisol           | Belgique   | LTB  |
| Omega Pharma-Quick Step | Belgique   | OPQ  |
| Saxo-Tinkoff            | Danemark   | TST  |
| Vacansoleil-DCM         | Pays-Bas   | VCD  |

| Nom de l'équipe              | Pays           | Code |
| ---------------------------- | -------------- | ---- |
| Accent Jobs-Wanty            | Belgique       | ACC  |
| Bretagne-Séché Environnement | France         | BSE  |
| Cofidis                      | France         | COF  |
| Crelan-Euphony               | Belgique       | CRE  |
| Europcar                     | France         | EUC  |
| IAM                          | Suisse         | IAM  |
| MTN-Qhubeka                  | Afrique du Sud | MTN  |
| Sojasun                      | France         | SOJ  |
| Topsport Vlaanderen-Baloise  | Belgique       | TSV  |

| Nom de l'équipe         | Pays   | Code |
| ----------------------- | ------ | ---- |
| BigMat-Auber 93         | France | BIG  |
| La Pomme Marseille      | France | LPM  |
| Roubaix Lille Métropole | France | RLM  |

#### Favoris
John Degenkolb (Argos-Shimano), déjà 3 fois vainqueur en octobre (2 étapes du Tour de l'Eurométropole et Paris-Bourges), est le favoris de la course. Il aura pour principal concurrent est Arnaud Démare (FDJ.fr), 2e à Bourges et qui a battu Degenkolb sur le Grand Prix d'Isbergues. Les autres principaux sprinteurs présents sont Romain Feillu (Vacansoleil-DCM), Bryan Coquard (Europcar), Samuel Dumoulin (AG2R la Mondiale), Tyler Farrar (Garmin-Sharp), Adrien Petit (Cofidis), Heinrich Haussler (IAM) et le gagnant de Milan-San Remo Gerald Ciolek (MTN-Qhubeka).
Mais, de nombreux puncheurs chercheront à éviter un sprint massif, en premier lieu le tenant du titre et 2e en 2011 Marco Marcato (Vacansoleil-DCM). Gagnant de l'édition 2011, Greg Van Avermaet (BMC Racing), qui pourra compter notamment sur Michael Schär, visera également la victoire. Les autres prétendants à un bon résultat sont Laurens De Vreese (Topsport Vlaandere-Baloise), Sylvain Chavanel, Niki Terpstra (Omega Pharma-Quick Step), Yoann Offredo (FDJ.fr), Thomas Voeckler (Europcar), Jürgen Roelandts (Lotto-Belisol), Lars Boom, Sep Vanmarcke (Belkin), Enrico Gasparotto (Astana), Jonathan Hivert et Julien Simon (Sojasun),.

## Récit de la course
Lors de cette 107e édition, l'échappée se forme après une cinquantaine de kilomètres. Celle-ci est composée des Français Yannick Martinez (La Pomme Marseille) et Julien Duval (Roubaix Lille Métropole), du Danois Sebastian Lander (BMC Racing) et du Letton Aleksejs Saramotins (IAM). Les hommes de tête vont compter jusqu'à dix minutes d'avance.
Sous l'impulsion des équipes Argos-Shimano, FDJ.fr et Europcar, l'écart va se réduire. Après quelques tentatives de contres, c'est en peloton groupé que les coureurs abordent la côte de Beausoleil, à 11 kilomètres de l'arrivée. Dès le pied, le tenant du titre, l'Italien Marco Marcato (Vacansoleil-DCM) passe à l'attaque suivi de l'Allemand John Degenkolb (Argos-Shimano) et du Belge Sep Vanmarcke (Belkin). Ces 3 coureurs sont ensuite rejoints par les Français Sylvain Chavanel (Omega Pharma-Quick Step) et Arnaud Démare (FDJ.fr), du Danois Michael Mørkøv (Saxo-Tinkoff) et du Néerlandais Jetse Bol (Belkin). Au sommet de la côte, les sept coureurs ont quelques secondes d'avance sur le peloton, écart maintenu jusqu'à la côte d'Épan. Dans la montée, le Belge Greg Van Avermaet (BMC Racing) sort du peloton et rentre sur les hommes de tête. Au sommet de la côte, les coureurs à l'avant se regardent et Jetse Bol en profite pour partir seul dans la descente. Ce dernier compte 12 secondes d'avance sur le peloton à 4 kilomètres de l'arrivée. Mais Bol se fait reprendre peu à après la flamme rouge et la victoire va se disputer par un sprint massif. C'est John Degenkolb qui l'emporte devant Michael Mørkøv et Arnaud Démare. C'est le troisième Allemand à remporter cette épreuve après Jürgen Tschan en 1970 et Erik Zabel en 1994, 2003 et 2005.

## Classement final
|    | Coureur             | Pays       | Équipe                      |    | Temps       |
| -- | ------------------- | ---------- | --------------------------- | -- | ----------- |
| 1  | John Degenkolb      | Allemagne  | Argos-Shimano               | en | 5 h 29 19 s |
| 2  | Michael Mørkøv      | Danemark   | Saxo-Tinkoff                | +  | m.t.        |
| 3  | Arnaud Démare       | France     | FDJ.fr                      |    | m.t.        |
| 4  | Tyler Farrar        | États-Unis | Garmin-Sharp                |    | m.t.        |
| 5  | Michael Van Staeyen | Belgique   | Topsport Vlaanderen-Baloise |    | m.t.        |
| 6  | Heinrich Haussler   | Australie  | IAM                         |    | m.t.        |
| 7  | Samuel Dumoulin     | France     | AG2R La Mondiale            |    | m.t.        |
| 8  | Jon Aberasturi      | Espagne    | Euskaltel Euskadi           |    | m.t.        |
| 9  | Ioánnis Tamourídis  | Grèce      | Euskaltel Euskadi           |    | m.t.        |
| 10 | Niki Terpstra       | Pays-Bas   | Omega Pharma-Quick Step     |    | m.t.        |

## Course espoirs
Il s'agit de la 71e édition de Paris-Tours espoirs. Les coureurs parcourent 185 km entre Bonneval et Tours, avec le même final qu'la course élite. 33 équipes sont au départ de cette édition : 4 comités régionaux, 1 équipe mixte, 14 équipes DN 1, 2 équipes DN 2 et 12 structures étrangères. Le tenant du titre Taruia Krainer sera candidat à sa succession, mais devra faire notamment avec Adam Yates, 2e du Tour de l'Avenir, Julian Alaphilippe et Rick Zabel.
- Liste de départ

### Classement
|    | Coureur             | Pays      | Équipe                      |    | Temps           |
| -- | ------------------- | --------- | --------------------------- | -- | --------------- |
| 1  | Flavien Dassonville | France    | Comité Île-de-France        | en | 4 h 11 min 27 s |
| 2  | Daan Olivier        | Pays-Bas  | Rabobank Development        | +  | 0 s             |
| 3  | Olivier Le Gac      | France    | BIC 2000                    |    | 36 s            |
| 4  | Florian Sénéchal    | France    | Etixx-iHNed                 |    | 36 s            |
| 5  | Floris De Tier      | Belgique  | EFC-Omega Pharma-Quick Step |    | 39 s            |
| 6  | Rick Zabel          | Allemagne | Rabobank Development        |    | 42 s            |
| 7  | Nick van der Lijke  | Pays-Bas  | Rabobank Development        |    | 44 s            |
| 8  | Edward Theuns       | Belgique  | VL Technics-Abutriek        |    | 51 s            |
| 9  | Romain Guillemois   | France    | Vendée U                    |    | 51 s            |
| 10 | Dylan van Baarle    | Pays-Bas  | Rabobank Development        |    | 54 s            |